# لاخیر
لاخیر (به لاتین: Lakhir) یک منطقهٔ مسکونی در روسیه است که در شهرستان لاکسکی واقع شده‌است.